# رحمانية الكعبي (غرب كارون)
رحمانية الكعبي (بالفارسية: رحمانیه کعبی) هي منطقة سكنية تقع في إيران في قسم غرب كارون الريفي. يقدر عدد سكانها بـ 330 نسمة بحسب إحصاء 2016.